# Chaleur (sensation)
Pour les articles homonymes, voir Chaleur.

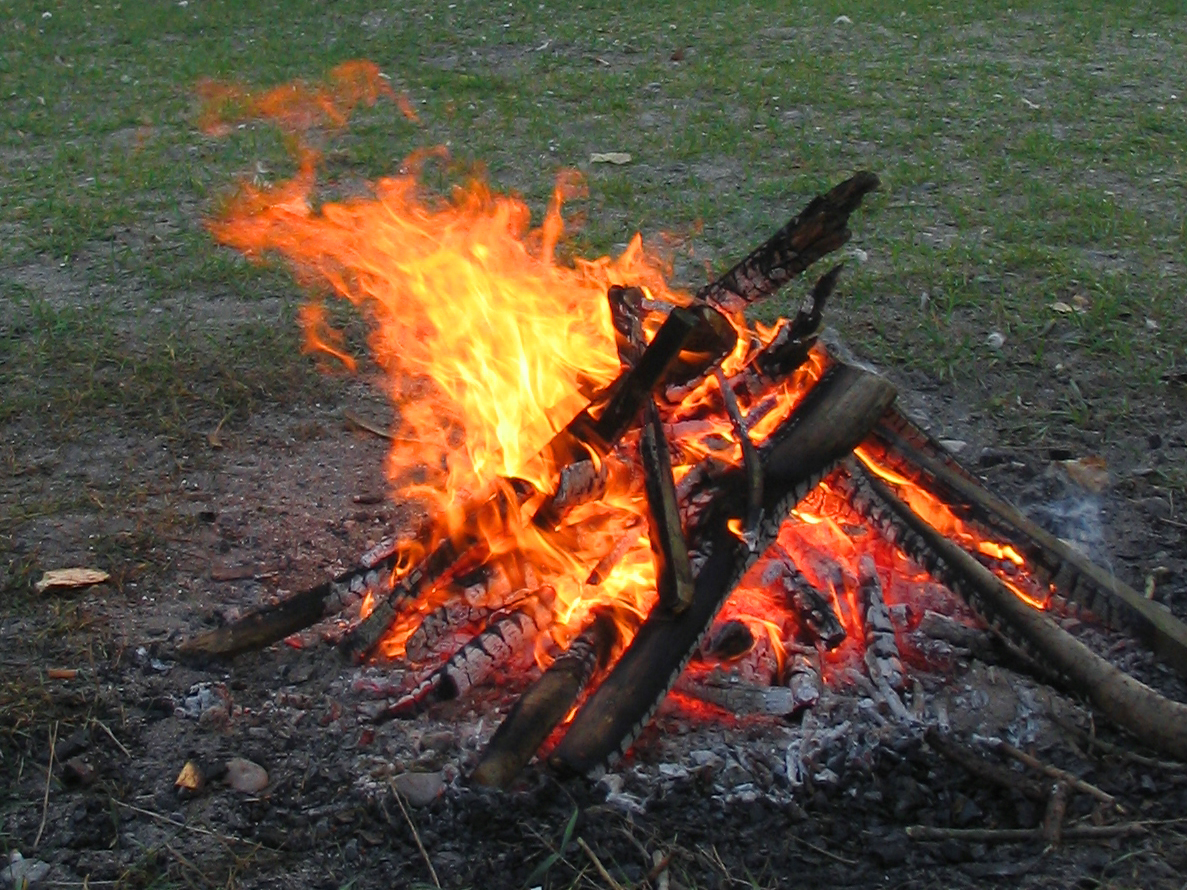
Feu de camp

La chaleur est la sensation liée au chaud (le contraire du froid) et généralement associée à des températures élevées.

## Définition

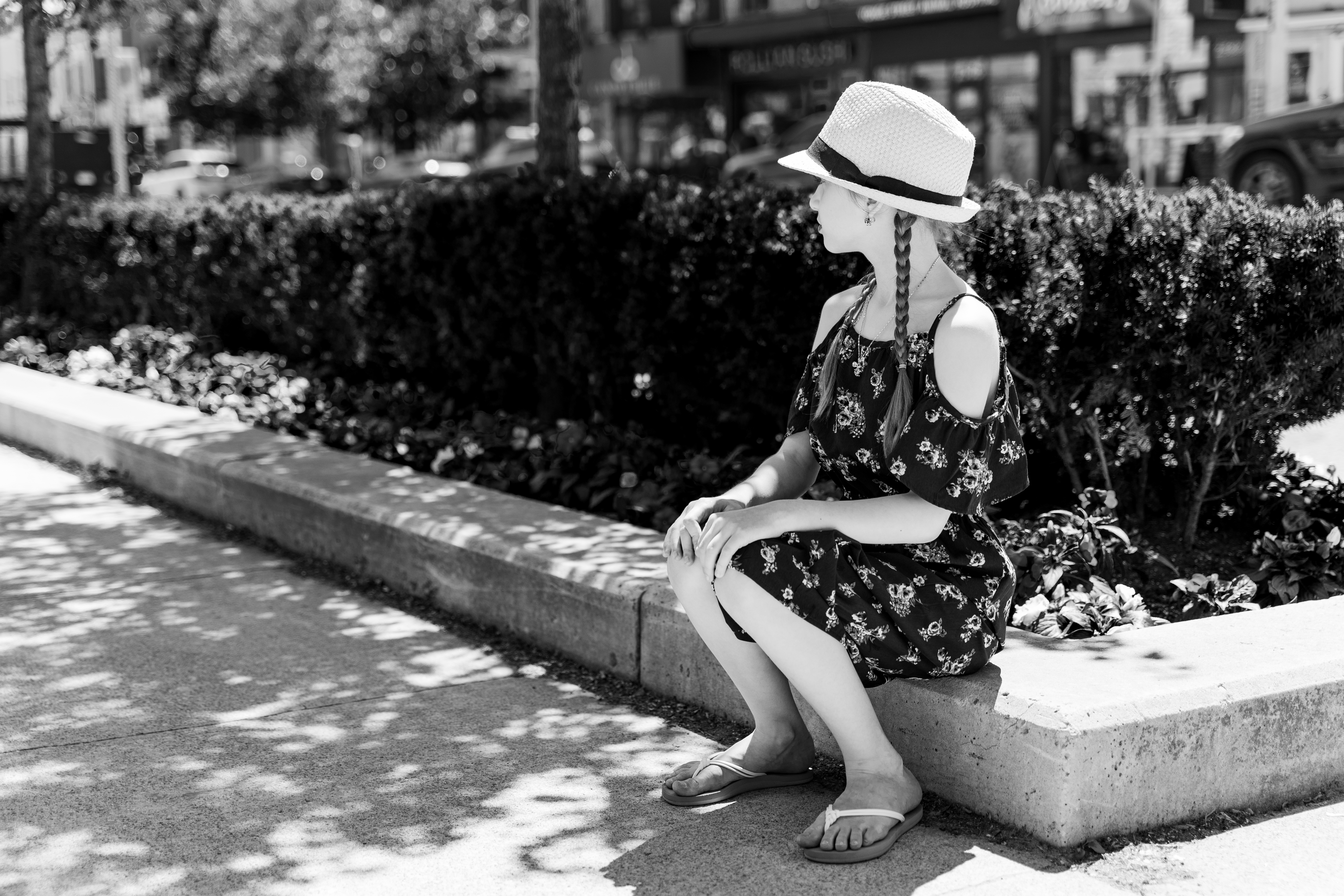
Une fille restant dans l'ombre pendant de fortes chaleurs à Toronto, Canada. Juin 2020.

Chaleur vient du mot latin de même signification caler, du verbe calere.
La chaleur a pu être expérimentée de tous temps, au quotidien par les hommes : la chaleur humaine et la chaleur animale, la chaleur du soleil ou la chaleur d'un foyer. En 1727, on dit que la chaleur est le pouvoir que certains corps ont de brûler, ou d'échauffer. La chaleur du feu est celle qui a le plus d'activité tandis que les chaleurs de la zone torride sont presque insupportables. 
On dit aussi de la chaleur qu'elle est un « ébranlement » ou un « sentiment qui résulte de l'action des corps chauds, et du mouvement des petits atomes de feu qui agissent sur les corps, et qui entrent dans leurs pores ». 
Plusieurs théories se sont succédé pour expliquer la chaleur. Parmi celles-ci, la théorie du calorique, une théorie obsolète du transfert thermique stipulant que la chaleur est un fluide s'écoulant des corps chauds vers les corps froids ou un gaz sans masse capable de pénétrer les solides et les liquides, perdura jusqu'à ce que Sadi Carnot publie un premier niveau de réflexion sur la thermodynamique.
L'eau-de-vie a de la chaleur parce que disait-on, elle est composée de parties sulfureuses qui augmentent le mouvement du sang.
De même, on appelle aussi de petits boutons qui viennent sur le visage, des chaleurs de soie, parce qu’elles viennent d'un sang échauffé : c'est l'éruption miliaire chez les bébés.
Chaleur se dit aussi de « l'ardeur, et de l'amour des femelles des animaux en certains temps pour rechercher le mâle; comme des chiennes, des chattes, des cavales, des éléphants , etc.. Alors on dit, que ces animaux sont en chaleur ». Chaleur, métaphoriquement, signifie le feu, la vivacité, l'ardeur, la véhémence (cet homme sert ses amis avec beaucoup de chaleur : il agit, il parle, il dispute avec chaleur). On disait dans le même sens qu'une chose s'est passée dans la chaleur du combat, ou dans la chaleur de la dispute, c'est-à-dire dans l'ardeur, dans le fort du combat ou de la dispute.

## Physique
Les particules qui composent un système matériel (molécules ou atomes) ne sont jamais au repos. Elles sont en vibration permanente et possèdent donc une certaine énergie cinétique. La température est une mesure indirecte du degré d'agitation microscopique des particules.  
Lorsque deux corps entrent en contact, ils échangent spontanément de l'énergie thermique : l'un des deux corps a des particules qui ont plus d'énergie cinétique, en les mettant en contact, les chocs entre particules font que cette énergie cinétique microscopique se transmet d'un corps à l'autre. C'est ce transfert d'énergie, ou transfert thermique qui, en sciences physiques, est appelé chaleur. Ces transferts d'énergie mènent spontanément à un état d'équilibre thermique où les deux corps en présence ont la même température.